# Bradford City A.F.C.
Bradford City Association Football Club – angielski klub piłkarski z Bradford, założony w 1903 roku. Klub rozgrywa swoje mecze na Coral Windows Stadium (Valley Parade).
11 maja 1985 podczas meczu ostatniej kolejki III ligi przeciwko Lincoln City doszło do pożaru drewnianej trybuny stadionu Valley Parade. W wyniku tragedii zginęło 56 osób, a 265 zostało rannych.
W sezonach 1999/00 oraz 2000/01 Bradford City grało w Premier League, najwyższym szczeblu angielskich rozgrywek. W sezonie 2012/2013 zespół awansował do finału Pucharu Ligi po raz pierwszy w historii klubu, w którym ulegli Swansea City 0:5.

## Sukcesy
- Puchar Anglii:
  - Zdobywca (1): 1911
- Finalista Pucharu Ligi Angielskiej:
  - Finalista (1): 2013
- Division Two:
  - Mistrz (1): 1908

## Skład zespołu
stan na 31 stycznia 2023

### Piłkarze na wypożyczeniu
| Nr | Poz. | Piłkarz                         |
| -- | ---- | ------------------------------- |
| 4  | PO   | Yann Songo'o (w Walsall)        |
| 14 | OB   | Matty Foulds (w Harrogate Town) |
| 21 | NA   | Jake Young (w Barrow)           |

| Nr | Poz. | Piłkarz                               |
| -- | ---- | ------------------------------------- |
| 22 | OB   | Oscar Threlkeld (w Oldham Athletic)   |
| 25 | PO   | Kian Scales (w Farsley Celtic)        |
| 27 | OB   | Finn Cousin-Dawson (w Blyth Spartans) |

## Europejskie puchary
Legenda do wszystkich tabel:
- Q – runda eliminacyjna, 1/16, 1/8, 1/4, 1/2 – odpowiednia faza rozgrywek, Grupa – runda grupowa, 1r gr – pierwsza runda grupowa, 2r gr – druga runda grupowa, F – finał, R – runda, PO – play-off
- k. – rzuty karne, los. – losowanie, Dogr. – dogrywka, w. – zasada bramek strzelonych na wyjeździe

| Sezon | Rozgrywki        | Runda | Przeciwnik        | Dom | Wyjazd | Ogólnie |
| ----- | ---------------- | ----- | ----------------- | --- | ------ | ------- |
| 2000  | Puchar Intertoto | 2R    | Atlantas Kłajpeda | 4–1 | 3–1    | 7–2     |
| 2000  | Puchar Intertoto | 3R    | RKC Waalwijk      | 2–0 | 1–0    | 3–0     |
| 2000  | Puchar Intertoto | 1/2   | Zenit Petersburg  | 0–3 | 0–1    | 0–4     |